# 馬場悠企
馬場 悠企（ばんば ゆうき、1986年8月2日 - ）は、滋賀県出身のサッカー選手。ポジションはMF。

## 来歴
草津東高校から京都産業大学を経て、2009年よりJFLのSAGAWA SHIGA FCに加入。加入初年度から中盤の守備的なポジションで起用され、2009年、2011年の2度のJFL優勝に貢献した。
2012年からはタイに活躍の場を求め、タイ・ディヴィジョン1リーグのスパンブリーFCに移籍。中盤の要として活躍し、チームのタイ・プレミアリーグへの昇格に貢献した。2013年シーズンはディヴィジョン1のバンコクFCに移ってプレーした。
2014年にはタイ・プレミアリーグの強豪チョンブリーFCに移籍して大学同期の櫛田一斗とともにプレーし、通年でのレギュラー獲得はならなかったものの17試合に出場した。
2015年には出場機会を求めて、ディヴィジョン1のBBCU FCに移籍した。
2016年にディヴィジョン1のタイ・ホンダFCに移籍。
2017年から2シーズンに渡ってタイ・リーグ2のトラートFCでプレー。同クラブのタイ・リーグ1昇格に貢献する。2019年にタイ・リーグ2に降格したBGパトゥム・ユナイテッドFCと契約するが、シーズン後半は前所属のトラートFCに期限付き移籍し、2014年以来の1部リーグでのプレーを果たす。翌2020年はBGPUに復帰してタイ・リーグ1を戦ったが、COVID-19パンデミックによりリーグが中断。タイ・リーグの秋春制移行による中断期間の6月にBGPU傘下のクラブであるチエンマイFCへ期限付き移籍。リーグ再開後はタイ・リーグ2でプレーすることになった。

## 所属クラブ
- 滋賀県立草津東高等学校
- 京都産業大学
- 2009年 - 2011年  SAGAWA SHIGA FC
- 2012年  スパンブリーFC
- 2013年  バンコクFC
- 2014年  チョンブリーFC
- 2015年  BBCU FC
- 2016年  タイ・ホンダFC
- 2017年  ナコーンパトム・ユナイテッドFC
- 2017年 - 2018年  トラートFC
- 2019年 - 2021年  BGパトゥム・ユナイテッドFC
  - 2019年  トラートFC（期限付き移籍）
  - 2020年 - 2021年  チエンマイFC（期限付き移籍）
- 2021年 - 2022年  ネイビーFC

## 個人成績
| 国内大会個人成績 | 国内大会個人成績 | 国内大会個人成績 | 国内大会個人成績 | 国内大会個人成績             | 国内大会個人成績 | 国内大会個人成績 | 国内大会個人成績 | 国内大会個人成績 | 国内大会個人成績 | 国内大会個人成績 | 国内大会個人成績 |
| 年度             | クラブ           | 背番号           | リーグ           | リーグ戦                     | リーグ戦         | リーグ杯         | リーグ杯         | オープン杯       | オープン杯       | 期間通算         | 期間通算         |
| 年度             | クラブ           | 背番号           | リーグ           | 出場                         | 得点             | 出場             | 得点             | 出場             | 得点             | 出場             | 得点             |
| 日本             | 日本             | 日本             | 日本             | リーグ戦                     | リーグ戦         | リーグ杯         | リーグ杯         | 天皇杯           | 天皇杯           | 期間通算         | 期間通算         |
| ---------------- | ---------------- | ---------------- | ---------------- | ---------------------------- | ---------------- | ---------------- | ---------------- | ---------------- | ---------------- | ---------------- | ---------------- |
| 2009             | SAGAWA SHIGA     | 7                | JFL              | 25                           | 0                | -                | -                | 1                | 0                | 26               | 0                |
| 2010             | SAGAWA SHIGA     | 7                | JFL              | 11                           | 1                | -                | -                | 0                | 0                | 11               | 1                |
| 2011             | SAGAWA SHIGA     | 7                | JFL              | 14                           | 2                | -                | -                | 2                | 0                | 16               | 2                |
| タイ             | タイ             | タイ             | タイ             | リーグ戦                     | リーグ戦         | リーグ杯         | リーグ杯         | FA杯             | FA杯             | 期間通算         | 期間通算         |
| 2012             | スパンブリー     | 21               | ディヴィジョン1  |                              |                  |                  |                  |                  |                  |                  |                  |
| 2013             | バンコクFC       | 21               | ディヴィジョン1  |                              |                  |                  |                  |                  |                  |                  |                  |
| 2014             | チョンブリー     | 4                | プレミア         | 17                           | 1                |                  |                  |                  |                  |                  |                  |
| 2015             | BBCU             | 23               | ディヴィジョン1  |                              |                  |                  |                  |                  |                  |                  |                  |
| 2016             | タイ・ホンダ     | 23               | ディヴィジョン1  |                              |                  |                  |                  |                  |                  |                  |                  |
| 通算             | 日本             | 日本             | JFL              | 50                           | 3                | -                | -                | 3                | 0                | 53               | 3                |
| 通算             | タイ             | タイ             | プレミア         | \|\|\|\|\|\|\|\|\|\|\|\|\|\| |                  |                  |                  |                  |                  |                  |                  |
| 通算             | タイ             | タイ             | ディヴィジョン1  | \|\|\|\|\|\|\|\|\|\|\|\|\|\| |                  |                  |                  |                  |                  |                  |                  |
| 総通算           | 総通算           | 総通算           | 総通算           | 50                           | 3                | -                | -                | 3                | 0                | 53               | 3                |